# Генеральный штаб Вооружённых сил Сербии
Генеральный штаб Вооружённых сил Сербии (серб. Генералштаб Војске Србије) — центральный орган военного управления и основной орган оперативного управления Вооружёнными силами Сербии. В военное время становится штабом верховного командования. Генеральный штаб также готовит документы и планы по командованию армейскими подразделениями в операциях, являющихся ответом страны на актуальные кризисы и угрозы. Образован в 1876 году, за время своего существования неоднократно подвергался реорганизации.

## История Генерального штаба

### Княжество Сербия
Современный Генеральный штаб Вооружённых сил Сербии ведёт свою историю со второй половины XIX столетия. Идея о его создании в Сербском княжестве появилась в 1875 году, когда Общевоенное отделение Военного министерства оказалось загружено текущими задачи и не могло в полной мере отслеживать ситуацию с восстанием в Боснии и Герцеговине и решать вопросы собственно частично мобилизованной сербской армии, размещённой на границе с Османской империей. Поэтому 21 октября 1875 года глава военного ведомства принял решение о создании временной Генерально-штабной комиссии, задачей которой было подготовить необходимые материалы для армии и её операций. Комиссию составили наиболее способные офицеры, возглавил её личный адъютант князя Милана Обреновича генерал Франтишек Зах.
Помимо решения вопросов функционирования и снабжения армии, комиссия длительное время занималась подготовкой создания Генерального штаба. Его формирование было задержано войнами с Османской империей и полностью организован он был в Нише в 1878 году. В послевоенное время руководство Сербии предприняло ряд шагов по его реорганизации, были приняты и законы, регулировавшие его деятельность. Так, в 1883 году был издан Закон об организации Военного министерства, а годом спустя — Положение о специальности Генерального штаба. Согласно им, Генеральный штаб в мирное время был частью Военного министерства и занимался изучением военной организации в армиях соседних государств и великих держав, адаптируя их опыт и новшества для использования в сербской армии. Кроме того, его задачами были подготовка армии к боевым действиям, сбор материалов для ведения операций, изучение военно-политических вопросов, координация родов вооружённых сил, повышение квалификации офицеров и т.д.

### Королевство Сербия
Нормативные акты, регулировавшие деятельность и организацию Генерального штаба, в дальнейшем неоднократно менялись или заменялись новыми. Редактирование существующего Положения или утверждение нового происходили в 1892, 1893, 1896, 1898, 1900, 1902, 1905, 1906, 1981 и 1919 годах.
В 1896 году Генеральный штаб был выделен в отдельную организацию, глава которой был вторым после Военного министра лицом в деле руководства армией. Операционное отделение пополнилось Отделом мобилизации, а Географическое отделение также стало заниматься вопросами картографии. Историческое отделение было разделено на Военный архив и Библиотеку. Изучив опыт войны с Болгарией в 1885 г., руководство Сербии постановило, что в случае нового конфликта именно глава Генерального штаба должен возглавить Штаб Верховного командования.
28 января 1898 года Генеральный штаб был упразднён. Его Операционное отделение было передано в штаб действующей армии, а Географическое и Историческое отделения были подчинены Военном министерству. Функции главы Генерального штаба были возложены на главу Штаба действующей армии. Восстановлен Генеральный штаб был только в 1900 году Были дополнены нормативные акты, регулирующие его деятельность, а также несколько изменена его внутренняя организация. Ещё одна пауза в деятельности генерального штаба произошла в мае—декабре 1902 года, когда он снова был упразднён, а затем восстановлен после ликвидации Командования действующей армии.

### Последующие годы
С образованием Королевства сербов, хорватов и словенцев были сформированы вооружённые силы нового государства. Перед переходом страны на мирное положение остаткам Штаба Верховного командования требовалось учредить Главный генеральный штаб Вооружённых сил Королевства сербов, хорватов и словенцев (серб. Главни ђенералстаб Војске Краљевства Срба, Хрвата и Словенаца). 10 апреля 1920 года было принято Положение о Главном генеральном штабе и генерал-штабной службе (сербохорв. Uredba o Glavnom đeneralatabu i đeneralštabnoj struci / Уредба о Главном ђенералатабу и ђенералштабној струци), в соответствии с которым в штабе образовывались четыре отделения: 1) оперативное; 2) разведывательное; 3) транспортное; 4) историко-географический институт.
За последующий век главный генеральный штаб вооружённых сил Сербии неоднократно менял свои названия. В разные эпохи он был известен под названиями Главный генеральный штаб Вооружённых сил Королевства Югославия (серб. Главни ђенералштаб Војске Краљевине Југославије), Генеральный штаб Югославской армии (серб. Генералштаб Југословенске армије), Генеральный штаб Вооружённых сил СФРЮ (серб. Генералштаб оружаних снага СФРЈ), Генеральный штаб Вооружённых сил Югославии (серб. Генералштаб Војске Југославије) и Генеральный штаб Вооружённых сил Сербии и Черногории (серб. Генералштаб Војске Србије и Црне Горе), пока не было утверждено современное название — Генеральный штаб Вооружённых сил Сербии (серб. Генералштаб Војске Србије).

## Действующие члены Генерального штаба
| Должность                                  | Фотография | Имя              | Воинское звание      | Род войск         | Дата назначения на пост |
| ------------------------------------------ | ---------- | ---------------- | -------------------- | ----------------- | ----------------------- |
| Начальник Генштаба                         |            | Милан Мойсилович | Генерал              | Сухопутные войска | 14 сентября 2018 года   |
| Заместитель начальника Генштаба            |            | Тиосав Янкович   | Генерал-подполковник | ВВС и войска ПВО  | 13 ноября 2024 года     |
| Командующий сухопутных войск               |            | Милосав Симович  | Генерал-подполковник | Сухопутные войска | 29 декабря 2014 года    |
| Командующий ВВС и войск ПВО                |            | Душко Жаркович   | Генерал-подполковник | ВВС и войска ПВО  | 5 июня 2018 года        |
| Начальник учебного командования            |            | Зоран Наскович   | Генерал-майор        | Сухопутные войска | 4 апреля 2024 года      |
| Командир Гвардии                           |            | Желько Фурунджич | Бригадный генерал    | Сухопутные войска | 4 апреля 2024           |
| Командир 72-й бригады специальных операций |            | Мирослав Талиян  | Бригадный генерал    | Сухопутные войска | 21 декабря 2019 года    |
| Командир 63-й парашютной бригады           |            | Ненад Зонич      | Бригадный генерал    | Сухопутные войска | 21 декабря 2019 года    |

## Структура Генерального штаба
Действующая организация Генерального штаба выглядит следующим образом:
- Кабинет начальника Генерального штаба (серб. Кабинет начелника Генералштаба). Занимается подготовкой аналитических материалов и решением оперативно-технических и административных вопросов для начальника Генерального штаба и его заместителя. Планирует и подготавливает протокольную активность руководства Генерального штаба[5][13].
- Кадровое управление (J-1) (серб. Управа за људске ресурсе (Ј-1)) занимается координацией вопросов личного состава, его морально-психологического состояния  и т. д. Оно отвечает за регулирование служебного статуса военнослужащих, повышение их морального облика, решение вопросов культуры, информации и религиозной службы в Вооружённых силах. Кадровому управлению подчинены дисциплинарные прокуроры и дисциплинарные суды в Белграде, Нише и Нови-Саде[5][14].
- Управление разведывательно-информационной деятельностью[англ.] (J-2) (серб. Управа за обавештајно-извиђачке послове (Ј-2)) обеспечивает Вооружённые силы актуальной разведывательной информацией и является главным разведывательным органом в сербской армии. Управление также отвечает за развитие и снабжение подразделений информационных операций и разведки. Ему подчинены 224-й центр радиоэлектронных операций[англ.] и Военно-географический институт[серб.][5][14].
- Оперативное управление (J-3) (серб. Оперативна управа (Ј-3))[15] следит за поддержанием оперативных возможностей Вооружённых сил и отвечает за эффективное управление ими. Кроме того, оно контролирует повседневную деятельность штабов частей и гарнизонов, подготавливает планы их работы, контролирует размещение армии по гарнизонам и т. д[5][16].
- Управление по вопросам логистики (J-4) (серб. Управа за логистику (Ј-4)) занимается контролем функционирования системы тылового обеспечения армии. Управлению подчиняется Центральная логистическая база[5][17].
- Управление по вопросам планирования и развития (J-5) (серб. Управа за развој и опремање (Ј-5)) отвечает за разработку планов применения Вооружённых сил, их развития, снабжения и мобилизации личного состава[5][18].
- Управление по вопросам телекоммуникаций и информатики (J-6) (серб. Управа за телекомуникације и информатику (Ј-6)) занимается планированием, организацией, координацией и контролем систем телекоммуникации и информатики и защиты информации. Оно ответственно за компьютеризацию Министерства обороны и Вооружённых сил и использование ими Интернета. Управлению подчиняется бригада связи[5][19].
- Управление по вопросам подготовки и доктрины (J-7) (серб. Управа за обуку и доктрину (Ј-7)) отвечает за обучение и подготовку Вооружённых сил[5][19].
- Финансовое отделение (J-8) (серб. Одељење за финансије (Ј-8)) занимается распределением и контролем финансовых средств в армии[5][19].
- Отделение по вопросам сотрудничества с гражданскими структурами (J-9) (серб. Одељење за цивилно-војну сарадњу (Ј-9)) выполняет задачи по контролю и развитию взаимодействия армии и гражданских структур[5][19].
- Управление по вопросам военной полиции[серб.] (серб. Управа војне полиције) ответственно за деятельность и подготовку подразделений военной полиции в рамках Министерства обороны и Вооружённых сил[5][20].

В 2019 году в составе Генерального штаба присутствовало:
- Объединённое оперативное командование (серб. Здружена оперативна команда) — штабной орган, задачей которого является поддержка начальника Генерального штаба в оперативном командовании Вооружёнными силами и планировании операций. Объединённое командование руководит совместными действиями Сухопутных войск и ВВС и ПВО. Его численность непостоянна, оно комплектуется под конкретную задачу. В состав Объединённого командования входят Центр миротворческих операций, Оперативный центр системы обороны и Комиссия по реализации Военно-технического соглашения[5][21].

## Части, подчиняющиеся Генеральному штабу
| Эмблема | Наименование | Подразделения | Место дислокации | Дата формирования | Пр.                  |
| ------- | --- | --- | ---------------- | ----------------- | -------------------- |
|         | Гвардия серб. Гарда                                                                                               | Штабной батальон, гвардейский батальон, 25-й батальон военной полиции, батальон тылового обеспечения и др. | Белград          | 1830              | [ 22 ] [ 23 ] [ 24 ] |
|         | 72-я бригада специальных операций серб. 72. бригада за специјалне операције                                       | Штабной батальон, батальон специальных операций «Грифоны», батальон специальных операций «Соколы», рота тылового обеспечения, взвод военной полиции.                                                                                    | Панчево          | 2019              | [ 25 ] [ 26 ]        |
|         | 63-я парашютная бригада серб. 63. падобранска бригада                                                             | Штабная рота, парашютная рота, учебная рота, рота поиска и эвакуации, рота тылового обеспечения. | Ниш              | 2019              | [ 27 ]               |
|         | Отряд военной полиции «Кобры» серб. Одред војне полиције «Кобре»                                                  | Штаб, штабной взвод, несколько рот военной полиции. | Ниш, Панчево     | 2006              | [ 28 ] [ 29 ]        |
|         | Уголовно-следственная группа серб. Криминалистико-истражна группа                                                 | Группы по оперативным и общим вопросам, 1-й, 2-й, 3-й и 4-й центры уголовных расследований | Белград          | 2006              | [ 30 ] [ 29 ]        |
|         | Центр технических испытаний серб. Технички опитни центар                                                          | Отдел вооружения, отдел электроники, отдел оборудования транспортных средств и речной флотилии, отдел техники ВВС и сил ПВО, отдел метрологии, центр летных испытаний, центр испытаний вооружения и техники, центр экспертизы продукции | Белград          | 1973              | [ 31 ]               |
|         | Бригада связи серб. Бригада везе                                                                                  | Штаб, штабной взвод, четыре батальона связи. | Белград          | 2006              | [ 32 ] [ 33 ] [ 34 ] |
|         | Центральная логистическая база серб. Централна логистичка база                                                    | 1-й, 2-й и 3-й батальоны хранения, 2-й центр сбора и продажи, 1-й логический центр. | Белград          | 2006              | [ 35 ] [ 36 ] [ 34 ] |
|         | 224-й центр радиоэлектронных операций серб. 224. центар за електронска дејства                                    | Штабной взвод, 1-й и 2-й батальоны радиоэлектронной борьбы | Белград, Баница  | 2006              | .                    |
|         | Центр миротворческих операций серб. Центар за мировне операције                                                   | Отдел кадров, департамент эксплуатации и кадровой работы, учебный отдел, отдел поддержки, финансовая группа | Белград          | 2005              | [ 38 ]               |
|         | Военно-географический институт «Генерал Стеван Бошкович» серб. Војногеографски институт "генерал Стеван Бошковић" | ? | Белград          | 1876              | [ 39 ]               |